# Кораб 2.01
2.01 е номерът на третия построен космически кораб за многократно използване от програма Буран. Неофициално корабът е наречен Байкал (най-вероятно кръстен на езерото Байкал, но няма източник за таи информация). Корабът е незавършен, когато се обявява края на програмата той е едва на около 50 % готов.

## Разлики между Байкал и Буран
2.01 е първият от втората генерация кораби от програмата. Основната разлика между първата и втората поредица кораби е в пилотската кабина, която е подобрена, като е използвано знанието натрупано от полета на Буран и конструирането на Птичка. Също така са поставени и катапултиращи кресла в случай на опасност.

## Планирани полети
През 1989 се планира първият тестови полет на корабът да бъде през 1994 г. и да продължи двадесет и четири часа. 2.01 ще е екипиран с живото-поддържаща система и катапултиращи кресла. Екипажът ще бъде от двама души, най-вероятни Игор Волк (командир) и Александър Иванченко (инженер).